# Sigillum Bozienisum
Sigillum Bozienisum feltehetően római kori település Pannonia (provincia) területén. Ma Győr-Moson-Sopron vármegye Fertőboz nevű kisközsége található helyén.

## Története
Nem teljesen bizonyított egyelőre, hogy település is volt a római időkben e helyen. Annyi biztos, hogy egy feltehetőleg IV. századi sírt tártak fel Fertőboz Gradinus nevezetű dombján, melyben egy 173 cm magas csontváz feküdt, mellette rozsdás nyílhegyekkel. Mivel a kutatók e dombot az itt talált korábbi leletek anyagából kőkori lakóhellyé nyilvánították, gondolják, hogy a római korban is lakhatták.

## Jelentősége
A Krisztus utáni III–IV. században a Fertő tó még sokkal több vízzel rendelkezett, így a mai település határán húzódhatott a vízfelület határa. Ebből következtették, hogy fürdőhely lehetett.